# 芬兰足球丙级联赛
芬兰足球丙级联赛（芬蘭語：Kolmonen）是芬兰足球協會组织的职业足球联赛，通常简称“芬丙”，是芬兰足球聯賽系統中的第五級別聯賽。

## 賽制
芬兰足球丙级联赛分成9組每組10-12隊，每組於不同的地理區域作賽。每個球會對戰同組各球隊2次，主場及作客賽事。每組首名升級至芬兰足球乙级联赛，每組最後2名降級至芬兰足球丁级联赛。

## 外部連結
- Finnish FA （页面存档备份，存于）
- ResultCode
- AnnaBet statistics (English) （页面存档备份，存于）